# Royal Black Institution

Membro della Royal Black Institution in abito da cerimonia.

La Royal Black Institution, Imperial Grand Black Chapter Of The British Commonwealth, o semplicemente Black Institution è un'organizzazione fraterna protestante fondata in Irlanda nel 1797. Fondata due anni dopo e da membri dell'Ordine di Orange, il suo scopo principale è anche quello di promuovere la fede protestante. Le attività dell'associazione sono soprattutto religiose ma hanno una dimensione politica.

## Storia
La Royal Black Institution è stata fondata in Irlanda nel 1797, due anni dopo la formazione dell'Ordine di Orange nel cottage di Daniel Winter, Loughgall, contea di Armagh, in Irlanda.
La società è formata da orangisti e può essere vista come una progressione di quell'Ordine sebbene siano istituzioni separate. Chiunque desideri essere ammesso alla Royal Black Institution, deve prima di diventare membro di una Orange Order Lodge, e molti sono membri di entrambi.
Il Royal Black è spesso definito "il più anziano degli ordini leali".
I membri indossano una fascia o un colletto il cui colore predominante è il nero.

## Organizzazione ed eventi
La sua sede è a Loughgall, nella contea di Armagh. I membri si riferiscono l'un l'altro come "Sir Knight", mentre nell'Orange Order i membri sono indicati come "Brother" o "Brethren". La RBI afferma che la loro base è la promozione delle scritture e dei principi della Riforma protestante. Tuttavia, questo è contestato da persone che suggeriscono che i rituali non sono biblici. Ha precettori in tutto il mondo, principalmente nei principali paesi di lingua inglese, ed è particolarmente forte a Terranova.
Nel 1931 l'IRA occupò Cootehill nella contea di Cavan, il giorno prima di una dimostrazione programmata da parte dei membri della Royal Black Institution. 
In Irlanda del Nord si tiene una parata annuale nel villaggio di Scarva, nella contea di Down, il 13 luglio (il giorno dopo le celebrazioni del 12 luglio dell'Ordine d'Orange). Viene comunemente chiamato "The Sham Fight" in quanto implica una finta lotta tra attori che rievocano la Battaglia del Boyne. L'altra grande parata dell'anno è il "Black Saturday", noto anche come "Last Saturday", che si tiene l'ultimo sabato di agosto in diverse località dell'Ulster (inclusa una grande parata a Raphoe nel distretto di Laggan nell'East Donegal, Irlanda).
La società è anche popolare in Scozia, dove esistono 60 precettori organizzati in 11 distretti in tutto il paese. Ventisei marce della Black Institution si sono svolte nella sola Glasgow tra il 2009 e il 2010.

## Le scuse del 2011
La Royal Black Institution ha adottato un atteggiamento più conciliante nei confronti delle parate controverse rispetto all'Orange Order, ed è meno apertamente politica, sebbene non priva di influenza politica.
Dopo che le band lealiste hanno sfidato una sentenza della Parades Commission sul sabato nero suonando musica fuori dalla chiesa cattolica di San Patrizio in Donegall Street, Belfast, la Royal Black Institution ha chiesto scusa al clero e ai parrocchiani della chiesa per qualsiasi reato causato. Il parroco, padre Michael Sheehan, ha accolto con favore le scuse e "il sincero spirito cristiano che c'è dietro".

## Gradi
Ai membri della società viene assegnato uno degli undici gradi, come segue, in ordine decrescente:
1. Royal Black Degree
2. Royal Scarlet Degree
3. Royal Mark Degree
4. Apron and Royal Blue Degree
5. Royal White Degree
6. Royal Green Degree
7. Gold Degree
8. Star and Garter Degree
9. Crimson Arrow Degree
10. Link and Chain Degree
11. Red Cross Degree

L'istituzione possiede anche un grado di panoramica retrospettiva finale, che è essenzialmente una panoramica degli undici.

## Sovereign Grand Masters (Gran Maestri Sovrani)
Un elenco cronologico dei Sovereign Grand Masters of the Royal Black Preceptory:
- 1846: Thomas Irwin
- 1849: Morris Knox
- 1850: Thomas Johnston
- 1857: William Johnston
- 1902: H. W. Chambers
- 1914: William Henry Holmes Lyons
- 1924: Lt. Col. Sir William James Allen
- 1948: Sir Norman Stronge, VIII baronetto
- 1971: Jim Molyneaux
- 1995: William J Logan
- 2008: Millar Farr
- 2018: Rev. William Anderson